# Miloš Bok
Pour les articles homonymes, voir Bok.
Miloš Bok (né le 16 janvier 1968) est un compositeur, chef d'orchestre, organiste, pianiste, chef de chœur et professeur de musique tchèque.

## Biographie

### Jeunesse et études
Miloš Bok est né le 16 janvier 1968 à Prague. Diplômé de la classe de piano de Jaromír Kříž en 1988, il devient ensuite le dernier étudiant du pianiste et compositeur Josef Páleníček à l'Académie de musique de Prague, avec lequel il travaille jusqu'à la mort de celui-ci en 1991,. Au cours de sa jeunesse, il remporte six prix de piano dans des concours nationaux et internationaux,.
Durant la période de la République socialiste tchécoslovaque, il est contraint de suspendre ses études, qu'il reprend après la chute du régime. Il étudie entre 1991 et 1993 la direction d'orchestre au Conservatoire de musique de Prague et dirige certains des plus importants orchestres et chœurs tchèques comme l'Orchestre Symphonique de Prague FOK, l'Orchestre Symphonique de la Radio de Prague ou l'Orchestre du Théâtre national de Prague.

### Carrière
En 1998, en collaboration avec d'autres musiciens et artistes, il fonde l'Association artistique Elgar. Il est organiste actif, notamment dans les diocèses de Plzeň et de Litoměřice.
Depuis 1999, il dirige la Sinfonietta Sainte Cécile de Bohême de l'Ouest, un ensemble formé de ses étudiants des écoles de musique de la région Karlovy Vary. De 2002 à 2011, il a également été à la tête du Chœur mixte de Karlovy Vary.
En 2017, il compose un arrangement de l'hymne national tchèque, commandé par le Comité olympique tchèque,,,, et un autre sur la Chaconne de Bach, pour ensemble de cuivres, commandé par le chef d'orchestre et pianiste Daniel Barenboim.
En 2017, la Société des Auteurs, Compositeurs et Éditeurs de musique de République tchèque OSA lui attribue les prix du Meilleur compositeur de musique classique et de la Meilleure œuvre de musique classique de l'année,,,.
Son œuvre de compositeur a fait l'objet de nombreux enregistrements, émissions radiophoniques, et télévisées,,,,,.

### Vie privée
Miloš Bok vit avec sa femme et leurs sept enfants dans l'ancien presbytère du village de Močidlec, en Bohême de l'Ouest.

## Œuvre
Sa conversion progressive au catholicisme le mène à sa vocation de compositeur de musique religieuse.
Sa première composition achevée est la Missa Solemnis (1986), jouée plus de cinquante fois, dont une fois à Carnegie Hall, en 1999,, et une à la cathédrale Saint-Guy de Prague, en 2015. Suivirent des pièces plus réduites : la Missa Brevis en mi bémol majeur (1987) et la Missa Brevis en fa dièse majeur (1988, rév. 2003), ainsi que de nombreuses œuvres courtes destinées à accompagner la liturgie. Dans une lettre personnelle de 2006, le pape Benoît XVI souligne la valeur et l'effet évangélisateur de la musique de Bok.
En 2015, la Conférence épiscopale tchèque décore Bok pour sa musique liturgique et ses activités pour l'Église catholique,.
Sa trilogie d'oratorio pour soli, chœur d'enfants, chœur mixte, orgue et grand orchestre symphonique forment la partie majeure de son œuvre. Le premier, Les Lutins de la vallée de Křinice (1993), a sa première au Rudolfinum de Prague dans le cadre du concert de fin d'études de direction d'orchestre du compositeur. Le second, Sainte Zdislava (2001), est commandé par l'ordre dominicain. La première de L'Apocalypse sur les pentes de Kamenice, est donnée par la orchestre philharmonique tchèque dirigée par le chef d'orchestre Manfred Honeck,,,.
L’œuvre de Bok s'inspire de l'histoire et de la culture de la Bohême du Nord et de l’Ouest, régions marquées par l'histoire du 20e siècle, notamment par l'expulsion de la minorité allemande locale, au lendemain de la Seconde Guerre mondiale, et la destruction de villes entières à cause de l'exploitation minière à outrance de la part du régime communiste. Bok compose plusieurs pièces pour ensembles de cuivres avec orgue (Fanfares symphoniques, 1999; Litanies de Vakov, 2002; Musique funéraire, 2008) dédiées à des lieux précis.
Il élabore également des arrangements et orchestrations d’œuvres d'autres musiciens contemporains (comme Jaroslav Novák, Jaroslav Pelikán, Václav Krahulík), ou classiques,,,.
Bok compose également de nombreuses musiques de film,,.

## Compositions

### Oratorios
- Les Lutins de la vallée de Křinice (1993)
- Sainte Zdislava (2001)
- L'Apocalypse sur les pentes de Kamenice (2018)

### Messes
- Missa solemnis (1986)
- Missa brevis en mi bémol majeur (1987)
- Missa brevis en fa dièse majeur (1988)

### Orchestrales
- L'Ange du Seigneur - suite symphonique (2005)
- La Fille qui marchait sur le pain - suite symphonique (2007)
- Prélude et fugue en fa dièse majeur (2007)
- Musique funéraire (2008)
- Symphonie en mi majeur "L'Apocalypse sur les pentes de Kamenice" (2018)[52]

### Pour ensembles de cuivres
- Litanies de Vakov (2002)
- Intrada de Saint Venceslas (2007)
- Intrada de la Pentecôte (2008)

### De chambre
- Suite de Křinice pour cor et quatuor à cordes (2008)
- Quatuor à cordes en mi-majeur "L'Apokclypse sur les pentes de Kamenice" (2014)

### Pour piano
- Sonate Sainte Zdislava (2001)[53]
- Fugue de Žlutice 364 52 (2002)
- Fugue de Dobřany 334 41 (2003)
- Sonate Credo en fa dièse mineur (2006)
- Prélude et fugue en fa dièse majeur (2007)

### Musiques de films
- L'Ange du Seigneur (2005)
- La Fille qui marchait sur le pain (2007)
- Trois vies (2007)
- La Ruse du diable (2008)
- Le Portail perdu (2011)
- La Couronne de la Saint Jean (2015)